# Amerikanska Jungfruöarna i olympiska sommarspelen 1976
Amerikanska Jungfruöarna deltog i de olympiska sommarspelen 1976 med en trupp bestående av 21 deltagare. Ingen av landets deltagare erövrade någon medalj.

## Boxning
Herrar
| Boxare           | Gren            | Omgång 1                  | Omgång 2                     | Omgång 3             | Kvartsfinal          | Semifinal            | Final                | Final            |
| Boxare           | Gren            | Motståndare Resultat      | Motståndare Resultat         | Motståndare Resultat | Motståndare Resultat | Motståndare Resultat | Motståndare Resultat | Placering        |
| ---------------- | --------------- | ------------------------- | ---------------------------- | -------------------- | -------------------- | -------------------- | -------------------- | ---------------- |
| Marcelino García | Weltervikt      | Ju Seok-Kim (KOR) L WO    | Gick inte vidare             | Gick inte vidare     | Gick inte vidare     | Gick inte vidare     | Gick inte vidare     | Gick inte vidare |
| Earl Liburd      | Lätt mellanvikt | Mohamed Majeri (TUN) W WO | Rolando Garbey (CUB) L RSC-2 | Gick inte vidare     | Gick inte vidare     | Gick inte vidare     | Gick inte vidare     | Gick inte vidare |

## Brottning
Fristil
| Brottare        | Gren   | Grundomgång                      | Grundomgång                    | Grundomgång       | Grundomgång       | Grundomgång       | Grundomgång       | Finalomgång             | Finalomgång |
| Brottare        | Gren   | Omgång 1 Resultat                | Omgång 2 Resultat              | Omgång 3 Resultat | Omgång 4 Resultat | Omgång 5 Resultat | Omgång 6 Resultat | Slutlig omgång Resultat | Placering   |
| --------------- | ------ | -------------------------------- | ------------------------------ | ----------------- | ----------------- | ----------------- | ----------------- | ----------------------- | ----------- |
| Emille Kitnurse | −52 kg | Giuseppe Bognanni (ITA) L T 4:59 | Jeon Hae-Sup (KOR) L T 1:30    | i.u.              | i.u.              | i.u.              | i.u.              | Gick inte vidare        | 18          |
| Ronald Joseph   | −68 kg | Rami Miron (ISR) L T 2:09        | Rafael González (PUR) L T 2:08 | i.u.              | i.u.              | i.u.              | i.u.              | Gick inte vidare        | 22          |
| Ivan David      | −74 kg | Jarmo Övermark (FIN) L T 1:23    | i.u.                           | i.u.              | i.u.              | i.u.              | i.u.              | Gick inte vidare        | 21          |
| Wayne Thomas    | −90 kg | Levan Tediashvili (URS) L T 1:47 | Peter Neumair (FRG) L T 0:40   | i.u.              | i.u.              | i.u.              | i.u.              | Gick inte vidare        | 22          |

## Friidrott
Herrar
| Idrottare      | Gren       | Heat     | Heat      | Kvartsfinal      | Kvartsfinal      | Semifinal        | Semifinal        | Final            | Final            |
| Idrottare      | Gren       | Resultat | Placering | Resultat         | Placering        | Resultat         | Placering        | Resultat         | Placering        |
| -------------- | ---------- | -------- | --------- | ---------------- | ---------------- | ---------------- | ---------------- | ---------------- | ---------------- |
| Henry Klein    | 20 km walk | i.u.     | i.u.      | i.u.             | i.u.             | i.u.             | i.u.             | 1:50:50,4        | 36               |
| Ronald Russell | 100 meter  | 11,22    | 7         | Gick inte vidare | Gick inte vidare | Gick inte vidare | Gick inte vidare | Gick inte vidare | Gick inte vidare |

Damer
| Idrottare      | Gren      | Heat     | Heat      | Kvartsfinal      | Kvartsfinal      | Semifinal        | Semifinal        | Final            | Final            |
| Idrottare      | Gren      | Resultat | Placering | Resultat         | Placering        | Resultat         | Placering        | Resultat         | Placering        |
| -------------- | --------- | -------- | --------- | ---------------- | ---------------- | ---------------- | ---------------- | ---------------- | ---------------- |
| Rita Hendricks | 100 meter | 13,51    | 6         | Gick inte vidare | Gick inte vidare | Gick inte vidare | Gick inte vidare | Gick inte vidare | Gick inte vidare |

## Segling
| Seglare                              | Gren      | Lopp | Lopp | Lopp | Lopp | Lopp | Lopp | Lopp | Nettopoäng | Slutlig placering |
| Seglare                              | Gren      | 1    | 2    | 3    | 4    | 5    | 6    | 7    | Nettopoäng | Slutlig placering |
| ------------------------------------ | --------- | ---- | ---- | ---- | ---- | ---- | ---- | ---- | ---------- | ----------------- |
| Art Andrew                           | Finnjolle | 24   | 23   | 24   | 25   | 25   | 26   | 26   | 183,0      | 27                |
| John Foster Dan Morrison             | Tempest   | 15   | 10   | 12   | 13   | 6    | 12   | 13   | 101,7      | 13                |
| Dick Johnson Tim Kelbert Doug Graham | Soling    | 24   | 24   | 22   | 21   | 22   | 21   | 22   | 168,0      | 24                |